# Chelonus laplandicus
Chelonus laplandicus är en stekelart som först beskrevs av Vladimir Ivanovich Tobias 2001.  Chelonus laplandicus ingår i släktet Chelonus och familjen bracksteklar. Inga underarter finns listade i Catalogue of Life.